# Livius.org
Livius.org is een door de Nederlandse oudhistoricus Jona Lendering (Rijksuniversiteit Leiden) in 1996 opgerichte Engelstalige website, die zich met de geschiedenis van de oudheid bezighoudt. 
In de loop der tijd zijn honderden artikelen over uiteenlopende thema's door Lendering (en zijn collega's van Livius Onderwijs) geschreven en online geplaatst. Het zwaartepunt ligt bij de geschiedenis van het Perzenrijk en het oude Griekenland – met in het bijzonder aandacht voor de tijd van Alexander de Grote –, maar daarnaast wordt ook de geschiedenis van het jodendom, Germania Inferior en het oude Rome behandeld. 
Op de site zijn ook talrijke foto's te vinden van zowel Lendering als Marco Prins, ter illustratie van de artikelen. Men vindt er ook Engelstalige vertalingen van enkele antieke teksten, waarvan soms geen andere vertaling te vinden is. Tot slot biedt de website ruimte aan het BCHP-project: het gaat hier om een preliminaire uitgave van de Babylonische Kronieken uit de Hellenistische Periode, een verzameling nog niet gepubliceerde kleitabletten uit het British Museum waarover de geleerden nog willen discussiëren voor ze overgaan tot de definitieve uitgave (die is voorzien voor 2009 of 2010).

## Voetnoten
1. ↑  Jona Lendering heeft zelf ook een Nederlandstalig boek over Alexander de Grote geschreven: J. Lendering, Alexander de Grote. De ondergang van het Perzische Rijk, Amsterdam, 2004.
2. ↑  Veel van de artikelen in verband met het oude Rome zijn gebaseerd op een ander Nederlandstalig boek van Lenderings hand: J. Lendering, Stad in marmer. Gids voor het antieke Rome aan de hand van tijdgenoten, Amsterdam, 2002.
3. ↑  Cuneiform sources for the history of Hellenistic Babylonia. Edition and Analysis KNAW-artikel over het BCHP-project